# O.-Henry-Preis
Der O.-Henry-Preis (O. Henry Award) ist ein jährlich vergebener Literaturpreis für englischsprachige Kurzgeschichten, die im Zähljahr in den Vereinigten Staaten oder in Kanada veröffentlicht wurden. Der Preis ist nach dem amerikanischen Schriftsteller O. Henry benannt und wird seit 1919 verliehen.

## Preisträger – First Prize
- 2019: Weike Wang, Omakase; Rachel Kondo, Girl of Few Seasons; Tessa Hadley, Funny Little Snake
- 2018: Jo Ann Beard, The Tomb of Wrestling; Marjorie Celona, Counterblast
- 2017: Michelle Huneven, Too Good to Be True; Amit Majmudar, Secret Lives of the Detainees; Fiona McFarlane, Buttony
- 2016: Asako Serizawa, Train to Harbin; Frederic Tuten, Winter, 1965; Elizabeth Genovise, Irises
- 2015: Dina Nayeri, A Ride Out of Phrao; Elizabeth McCracken, Birdsong from the Radio; Christopher Merkner, Cabins
- 2014: Mark Haddon, The Gun; Kristen Iskandrian, The Inheritors; Laura van den Berg, Opa-locka
- 2013: Deborah Eisenberg, Your Duck Is My Duck; Kelly Link, The Summer People; Andrea Barrett, The Particles
- 2012: Yiyun Li, Kindness; Alice Munro, Corrie
- 2011: Lynn Freed, Sunshine; Matthew Neill Null, Something You Can’t Live Without; Jim Shepard, Your Fate Hurtles Down at You
- 2010: Daniyal Mueenuddin, A Spoiled Man[1]; James Lasdun, Oh, Death[2]; William Trevor: The Woman of the House[3]
- 2009: Graham Joyce, An Ordinary Soldier of the Queen; Junot Díaz, Wildwood
- 2008: Alexi Zentner, Touch; Alice Munro, What Do You Want To Know For?; William Trevor, Folie à Deux
- 2007: Eddie Chuculate, Galveston Bay, 1826;  William Trevor, The Room
- 2006: Edward P. Jones, Old Boys, Old Girls; Deborah Eisenberg, Window; Alice Munro, Passion
- 2005: Ruth Prawer Jhabvala, Refuge in London; Sherman Alexie, What You Pawn I Will Redeem; Elizabeth Stuckey-French, Mudlavia
- 2004: keine Vergabe
- 2003: Denis Johnson, Train Dreams; A. S. Byatt, The Thing in the Forest; Chimamanda Ngozi Adichie, The American Embassy
- 2002: Kevin Brockmeier, The Ceiling
- 2001: Mary Swan, The Deep
- 2000: John Edgar Wideman, Weight
- 1999: Peter Baida, A Nurse’s Story
- 1998: Lorrie Moore, People Like That Are the Only People Here
- 1997: Mary Gordon, City Life
- 1996: Stephen King, The Man in the Black Suit (siehe Im Kabinett des Todes)
- 1995: Cornelia Nixon, The Women Come and Go
- 1994: Alison Baker, Better Be Ready ’Bout Half Past Eight
- 1993: Thom Jones, The Pugilist at Rest
- 1992: Cynthia Ozick, Puttermesser Paired
- 1991: John Updike, A Sandstone Farmhouse
- 1990: Leo E. Litwak, The Eleventh Edition
- 1989: Ernest J. Finney, Peacocks
- 1988: Raymond Carver, Errand
- 1987: Louise Erdrich, Fleur; Joyce Johnson, The Children’s Wing
- 1986: Alice Walker, Kindred Spirits
- 1985: Stuart Dybek, Hot Ice; Jane Smiley, Lily
- 1984: Cynthia Ozick, Rosa; Gordon Lish, For Jeromé — with Love and Kisses
- 1983: Raymond Carver, A Small, Good Thing
- 1982: Susan Kenney, Facing Front
- 1981: Cynthia Ozick, The Shawl
- 1980: Saul Bellow, A Silver Dish
- 1979: Gordon Weaver, Getting Serious; Anne Leaton, The Passion of Marco Z
- 1978: Woody Allen, The Kugelmass Episode
- 1977: Shirley Hazzard, A Long Story Short; Ella Leffland, Last Courtesies
- 1976: Harold Brodkey, His Son in His Arms, in Light, Aloft
- 1975: Harold Brodkey, A Story in an Almost Classical Mode; Cynthia Ozick, Usurpation (Other People’s Stories)
- 1974: Renata Adler, Brownstone
- 1973: Joyce Carol Oates, The Dead
- 1972: John Batki, Strange-Dreaming Charlie, Cow-Eyed Charlie
- 1971: Florence M. Hecht, Twin Bed Bridge
- 1970: Robert Hemenway, The Girl Who Sang with the Beatles
- 1969: Bernard Malamud, Man in the Drawer
- 1968: Eudora Welty, The Demonstrators
- 1967: Joyce Carol Oates, In the Region of Ice
- 1966: John Updike, The Bulgarian Poetess
- 1965: Flannery O’Connor, Revelation
- 1964: John Cheever, The Embarkment for Cythera
- 1963: Terry Southern, The Road Out of Axotle; Flannery O’Connor, Everything That Rises Must Converge;
- 1962: Katherine Anne Porter, Holiday
- 1961: Tillie Olson, Tell Me a Riddle
- 1960: Lawrence Sargent Hall, The Ledge
- 1959: Peter Taylor, Venus, Cupid, Folly and Time
- 1958: Martha Gellhorn, In Sickness as in Health
- 1957: Flannery O’Connor, Greenleaf
- 1956: John Cheever, The Country Husband
- 1955: Jean Stafford, In the Zoo
- 1954: Thomas Mabry, The Indian Feather
- 1953: keine Vergabe
- 1952: keine Vergabe
- 1951: Harris Downey, The Hunters
- 1950: Wallace Stegner, The Blue-Winged Teal
- 1949: William Faulkner, A Courtship
- 1948: Truman Capote, Shut a Final Door
- 1947: John Bell Clayton, The White Circle
- 1946: John Mayo Goss, Bird Song
- 1945: Walter van Tilburg Clark, The Wind and the Snow of Winter
- 1944: Irwin Shaw, Walking Wounded
- 1943: Eudora Welty, Livvie Is Back
- 1942: Eudora Welty, The Wide Net
- 1941: Kay Boyle, Defeat
- 1940: Stephen Vincent Benét, Freedom’s a Hard-Bought Thing
- 1939: William Faulkner, Barn Burning
- 1938: Albert Maltz, The Happiest Man on Earth
- 1937: Stephen Vincent Benét, The Devil and Daniel Webster
- 1936: James Gould Cozzens, Total Stranger
- 1935: Kay Boyle, The White Horses of Vienna
- 1934: Louis Paul, No More Trouble for Jedwick
- 1933: Marjorie Kinnan Rawlings, Gal Young Un
- 1932: Stephen Vincent Benét, An End to Dreams
- 1931: Wilbur Daniel Steele, Can’t Cross Jordan by Myself
- 1930: W. R. Burnett, Dressing-Up; William H. John, Neither Jew nor Greek
- 1929: Dorothy Parker, Big Blonde
- 1928: Walter Duranty, The Parrot
- 1927: Roarke Bradford, Child of God
- 1926: Wilbur Daniel Steele, Bubbles
- 1925: Julian Street, Mr. Bisbee’s Princess
- 1924: Inez Haynes Irwin, The Spring Flight
- 1923: Edgar Valentine Smith, Prelude
- 1922: Irvin S. Cobb, Snake Doctor
- 1921: Edison Marshall, The Heart of Little Shikara
- 1920: Maxwell Struthers Burt, Each in His Generation
- 1919: Margaret Prescott Montague, England to America